# Ferdynand VII w płaszczu królewskim (Prado)

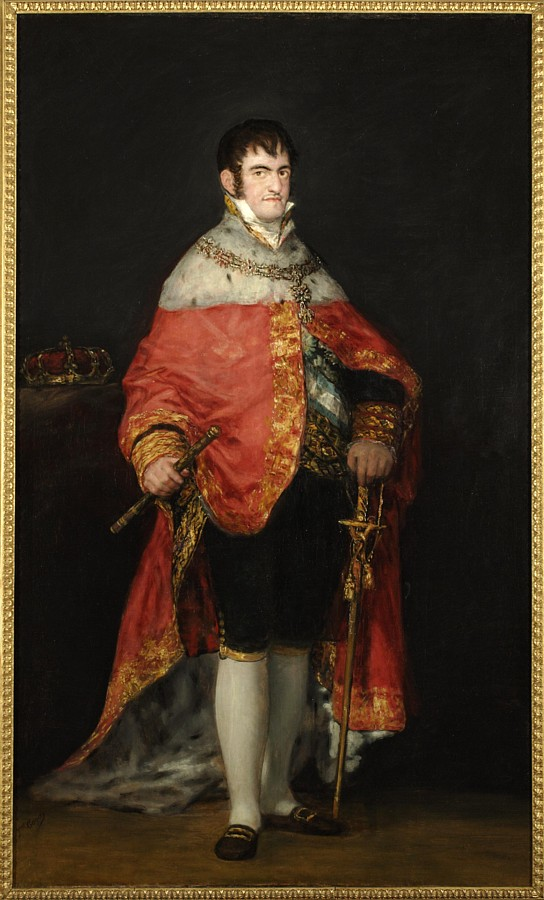
Ferdynand VII w płaszczu królewskim, 1815. Goya wykorzystywał te same szkice do namalowania różnych portretów króla

Ferdynand VII w płaszczu królewskim lub Król Ferdynand VII w stroju koronacyjnym (hiszp. Fernando VII con manto real) – obraz olejny hiszpańskiego malarza Francisca Goi przedstawiający króla Ferdynanda VII. Należy do kolekcji Muzeum Prado w Madrycie.

## Ferdynand VII
Ferdynand VII (1784–1833) był synem hiszpańskiego króla Karola IV Burbona i Marii Ludwiki Burbon-Parmeńskiej. Jako książę i następca nie sprawował żadnej władzy, ponieważ para królewska faworyzowała sekretarza stanu Manuela Godoya i jemu powierzała najważniejsze obowiązki państwowe. Obawiając się o swoją sukcesję, Ferdynand spiskował przeciwko ojcu razem z liberałami przychylnymi Napoleonowi, spisek jednak wykryto, a księcia aresztowano. Również Godoy uważał Francję i Napoleona Bonapartego za sprzymierzeńca, i nie przewidział jego planu zajęcia Hiszpanii i wcielenia jej do cesarstwa. W 1808 roku, kiedy armia francuska zbliżała się do hiszpańskiej stolicy wybuchły gwałtowne zamieszki skierowane przeciwko niepopularnemu i profrancuskiemu Godoyowi. Lud podżegany przez zwolenników księcia Ferdynanda wdarł się do Pałacu w Aranjuez, letniej rezydencji królewskiej. W wyniku tych wydarzeń Karol IV zmuszony był abdykować na rzecz syna 19 marca 1808 roku. Sytuację wykorzystał Napoleon, który zaprosił skłóconą rodzinę królewską do Bajonny, oferując wsparcie w negocjacjach. Na francuskim terytorium zmusił nowo koronowanego Ferdynanda VII do abdykacji na rzecz ojca, który następnie przekazał koronę Napoleonowi na początku maja 1808 roku. Napoleon umieścił na hiszpańskim tronie swojego brata Józefa, który panował od czerwca 1808 do grudnia 1813 roku. Ferdynand VII został uwięziony w Valençay, w tym czasie w Hiszpanii trwała wojna niepodległościowa. Odzyskał wolność i tron w 1813 roku, hiszpański lud witał go z entuzjazmem i nazywał „Upragnionym”. Panował do śmierci w 1833 roku; jego rządy charakteryzowały się powrotem do absolutyzmu i prześladowaniem liberałów i sprzyjających Francuzom.

## Okoliczności powstania
Goya wykonał pierwszy oficjalny portret króla Ferdynand VII na koniu krótko po jego wstąpieniu na tron w 1808 roku. Monarcha zgodził się wtedy na dwie krótkie sesje pozowania, które prawdopodobnie były jedynymi, jakich kiedykolwiek udzielił Goi. W okresie okupacyjnych rządów Józefa Bonapartego w Hiszpanii (1808–1813) Goya unikał obowiązków nadwornego malarza i nie pobierał pensji. Po powrocie Ferdynanda VII na tron w 1814 roku wznowił pracę dla dworu. Młody król preferował neoklasyczny styl innego malarza nadwornego – Vicentego Lópeza Portañi (Portret Ferdynanda VII) i nie zamawiał więcej obrazów u Goi, chociaż do końca życia wypłacano artyście pensję. Różne regionalne instytucje wciąż preferowały starszego malarza i jego styl, nie nadążając za zmianami, które dokonywały się na dworze i w sztuce. Dlatego Goya malował liczne portrety króla na zlecenie na podstawie szkiców, które przed wojną zrobił z natury. W ten sposób powstał m.in. Ferdynand VII w płaszczu królewskim i Ferdynand VII w obozie wojskowym. W zależności od zleceniodawców te szablonowe dzieła różnią się jakością i szczegółami, ale twarz i postura króla są na nich zawsze zbliżone.
Ferdynand VII nie cieszył się sympatią wśród poddanych, z winy jego katastrofalnej w skutkach polityki połączonej z dramatycznymi wydarzeniami wojny niepodległościowej. José Gudiol uważa, że Goya przedstawiał Ferdynanda VII zawsze jako osobę antypatyczną i gburowatą. Ograniczał się do odwzorowania jego twarzy o niewdzięcznych rysach i wyniosłej postawy, cech potęgowanych przez kontrast z bogactwem teatralnych strojów. Po powrocie Ferdynanda VII na tron w 1814 roku rozpoczął okres oskarżeń o kolaborację z Francuzami, przesłuchań i czystek na królewskim dworze. Król przeprowadził w swoim otoczeniu proces „puryfikacji”, któremu poddano również Goyę jako nadwornego malarza. Malarz z pewnością musiał ukrywać swoje liberalne poglądy i profrancuskie sympatie, dlatego malowanie karykaturalnego portretu króla byłoby bardzo niebezpieczne. Możliwe, że współczesne wyobrażenie o pięknie i grotesce nie odpowiada temu z początku XIX wieku, a prześmiewczy efekt nie był zamierzony.
Nie wiadomo kto zlecił wykonanie tego portretu. Możliwe, że został zamówiony jesienią 1814 roku, gdyż we wrześniu tego roku Urząd Kanału Aragońskiego zamówił bardzo zbliżony kompozycyjnie portret Ferdynand VII w płaszczu królewskim, który Goya ukończył w lipcu 1815 roku.

## Opis obrazu
Ferdynand VII został przedstawiony w całej postaci, na ciemnym tle, otoczony symbolami władzy królewskiej. Jest ubrany w czerwony królewski płaszcz podbity białymi gronostajami i wykończony złotymi haftami. Na jego piersi widnieje Order Złotego Runa zawieszony na łańcuchu mistrza zakonu, a pod połami płaszcza widoczna jest biało-niebieska wstęga Orderu Karola III. W prawej ręce trzyma berło lub laskę dowódcy z herbem Kastylii i Leónu. Radiografia obrazu ujawniła różne pentimenti w stosunku do ostatecznej postaci. Prawa dłoń jest dziwnie zawieszona w powietrzu, prawdopodobnie w pierwotnej koncepcji portretu opierała się na rękojeści szpady, tak jak na obrazach Ferdynand VII w obozie wojskowym czy Ferdynand VII w płaszczu królewskim. Takie zaniedbanie wskazuje na niski stopień zaangażowania malarza. Tło jest neutralne, bez punktów odniesienia w przestrzeni i typowych dla portretów królewskich elementów takich jak poduszka z koroną, zasłona czy elementy alegoryczne. Pod tym względem kompozycja jest zbliżona do Portretu Filipa IV Velázqueza, chociaż Goya wydaje się wykorzystywać tę oszczędność środków, aby pozbawić króla majestatu i szlachetności, które cechowały jego przodków. Według Alfonso Péreza Sáncheza Ferdynand VII jest w swoim bogatym stroju śmieszny i przypomina karcianego króla.
Twarz została wykonana bardzo szczegółowo, a drobne zmiany widoczne na radiografii obrazu sugerują proces malowania z natury. Możliwe, że jest to jedyny portret, do którego król pozował Goi po wojnie, chociaż nie wszyscy historycy zgadzają się z tą tezą. Margarita Moreno de las Haras uważa, że ten i pozostałe portrety powstały na podstawie szkiców z 1808 roku. Malując hafty i inne elementy stroju Goya w nowatorski sposób zastosował technikę impastów.

## Proweniencja
Zleceniodawca nie jest znany. Obraz należał do Ministerstwa Spraw Wewnętrznych, które przekazało go w 1871 roku do madryckiego Muzeum Trójcy Świętej, połączonego z Muzeum Prado w 1872 roku.